# Set It Off
Set It Off е първият студиен албум на Thousand Foot Krutch. Албумът включва смесица от тежък рап метъл и по-меки рап рок песни, смесени с поп пънк влияние. Някои от песните са от независимия им албум That's What People Do.

## Списък на песните
1. Everyone Like Me 3:13
2. Puppet 3:25
3. Supafly 3:40
4. When In Doubt 3:27
5. Rhime Animal 4:27
6. Unbelievable 3:03
7. Up Comes Down 3:22
8. Come Along 3:23
9. Small Town 6:54
10. Set It Off 6:03
11. All The Way Live 4:10
12. Lift It 3:59

## Сингли
- Supafly
- Unbelievable
- Puppet